# 1962년 버마 쿠데타
1962년 버마 쿠데타(버마어: ၁၉၆၂ မြန်မာနိုင်ငံစစ်အာဏာသိမ်းခံရခြင်း)는 1962년 3월 2일, 1당 통치의 시작이자 26년 동안 버마(현재의 미얀마)의 정치적 지배를 의미했다. 쿠데타에서 군은 우 누 총리가 이끄는 민간 AFPFL 정부를 네 윈 장군이 의장을 맡은 연합혁명위원회로 교체했다.
쿠데타 이후 처음 12년 동안, 이 나라는 계엄령에 의해 통치되었고, 국가 경제, 정치, 국가 관료주의에서 군의 역할이 크게 확대되었다. 1974년 헌법에 따라 혁명평의회는 선출된 정부에 권력을 넘겨주었으며, 1962년 독립정당인 버마 사회계획당이 창설되었다. 선출된 정부는 1988년 9월 18일, 8888 항쟁과 네 윈 차하의 군사 정권 사실상 붕괴에 따라 다시 주법질서회복위원회(당시 주 국가평화발전평의회로 개칭)로 권력을 장악할 때까지 민군 간 혼성 상태를 유지했다. 군사 정권은 2011년까지 23년 동안 정권을 유지했으며, 그 후 연방단결발전당으로 이관되었다.